# Ermita de San Sadurní (Gallifa)
La ermita de San Sadurní de la Roca es un templo románico del municipio de Gallifa, en el Vallés Occidental. Está en la cima de la Mola, a 942,3 metros de altitud. Está al noreste del pueblo de Gallifa, en el extremo meridional del Serrat Punxegut. Da nombre a los Riscos de Sant Sadurní, que rodean la práctica totalidad de la Mola, el Turó de la Pinassa y el Morral del Puig. Está en tierras de la masía de la Roca, por lo que también es conocida como Sant Sadurní de la Roca. Es un edificio que forma parte del Inventario del Patrimonio Arquitectónico de Cataluña.
Desde la cima de la Mola hay una panorámica excelente sobre el Vallés y el Moyanés. Justo al lado de la ermita está el mirador de la Guineu, desde donde se consiguen unas fantásticas vistas del Prepirineo, Moyá, Centellas y el Puigsagordi, San Feliu de Codinas, el Vallés, La Mola de Sant Llorenç del Munt y Montserrat.Se puede llegar a pie siguiendo varios itinerarios que empiezan em Castellterçol., en Gallifa o en San Feliu de Codinas.